# Siete casas vacías
Siete casas vacías es el tercer libro de cuentos de la escritora argentina Samanta Schweblin. Publicado en mayo de 2015 por la editorial Páginas de Espuma, el texto obtuvo el IV Premio Internacional de Narrativa Breve Ribera del Duero y el Premio Nacional del Libro 2022.

## Temáticas
A diferencia de en sus anteriores libros de cuentos (El núcleo del disturbio y Pájaros en la boca), en Siete casa vacías Schweblin decidió tratar el terror menos desde lo fantástico y más desde cotidiano. Los relatos de esta colección se centran más en la familia, los vínculos familiares y en las casas en las que estas habitan (de ahí el título del libro).

## Contenido
Siete casas vacías consta de los siguientes cuentos:
- Nada de todo esto
- Mis padres y mis hijos
- Pasa siempre en esta casa
- La respiración cavernaria
- Cuarenta centímetros cuadrados
- Un hombre sin suerte
- Salir

## Recepción
En 2015, el libro obtuvo el IV Premio de Narrativa Breve Ribera del Duero por «la precisión de su estilo, la indagación en la rareza y el perverso costumbrismo que habita sus envolventes y deslumbrantes relatos». En 2012, Un hombre sin suerte, el sexto cuento del texto, que no se encontraba incluido en el manuscrito que participó del Premio Ribera del Duero, fue galardonado con el Premio Juan Rulfo. En 2022, Siete casas vacías recibió el Premio Nacional del Libro.